# Marion Laborde
Pour les articles homonymes, voir Laborde.
Marion Laborde, née le 9 décembre 1986 à Dax (Landes), est une joueuse française de basket-ball.

## Biographie
Elle est appelée par le sélectionneur national dans la sélection des douze joueuses retenues pour disputer le Mondial 2010. Elle est l'une deux internationales à avoir le moins joué au Mondial, mais elle finit le tournoi avec 28 points inscrits, à 56 % de réussite aux tirs dont un joli 67 % (8/12) à 3 points, étant meilleure marqueuse du match les opposant aux sud-coréennes avec 15 points (à 5/7 à 3 points).
Dans la préparation de l'Euro 2011, elle bat son record personnel en bleu avec 15 points face à la Grèce. Préférée dans les 12 à des joueuses comme Pauline Krawczyk, Pierre Vincent dit d'elle : « On sait que Marion est une joueuse très fiable à mi-distance et avec le jeu intérieur que l’on a, elle est très importante pour nous, malgré tous les détracteurs que je peux avoir sur le sujet. Débordée par Maltsi en début de match, elle a su peu à peu trouver la parade pour l’empêcher de jouer. C’est très positif. Marion a eu une opportunité, elle a su la saisir. »
En 2012, elle dispute les Jeux olympiques et en revient avec une médaille d'argent. Quatre ans plus tard, elle se rappelle : « J’avais un rôle particulier de 12e joueuse. Donc [après le tournoi qualificatif] tu te demandes s’il va garder la même équipe ou changer des joueuses pour les JO. Je faisais partie des filles susceptibles de partir (...)  L’un des plus beaux souvenirs est la cérémonie d’ouverture. Tu ne peux pas y louper. (...) J’ai pensé à tout mon parcours. C’était particulier pour moi car je n’avais pas le parcours classique. Pas d’INSEP, je n’ai pas passé tous mes étés en sélections jeunes. Je ne venais de nulle part. J’ai pensé à toute ma famille qui était là. »
Pour la saison 2012-2013, elle ne peut disputer que deux rencontres à la suite de blessures qui l'amènent également à renoncer à la perspective du Championnat d'Europe. En avril 2013, elle prolonge son engagement de trois saisons.
En septembre 2015, elle contracte une blessure au genou qui doit l'éloigner du terrain pendant quelques mois. Contractée lors d'une rencontre amicale face à Tarbes à Amou, cette blessure révèle un problème de cartilage au genou qui la contraint à mettre un terme définitif à sa carrière après 126 rencontres à basket landes et 56 sélections en équipe de France.
Elle donne naissance à un enfant fin 2016 et annonce sa reconversion dans le secteur de la petite enfance.

## Clubs
| Saisons    | Équipe                  | Pays   |
| 1999-2004  | Amou Bonnegarde Nassiet | France |
| 2004 -2007 | Tarbes                  | France |
| 2007-2008  | Basket Landes (NF1)     | France |
| 2008-2015  | Basket Landes           | France |

## Palmarès
- Médaille d'argent aux Jeux olympiques 2012 de Londres
- 3e au championnat d’Europe 2011[13]